# Dżajma
Dżajma – świąteczne i obrzędowe ciasto charakterystyczne dla polskiej kuchni tatarskiej.
Wypiek ma formę cienkiego placka, który przypomina naleśnik. Ciasto wyrabia się z mąki, jajek, masła oraz mleka i formuje wałkiem na stolnicy w "bliny" o średnicy około 24 centymetrów. Wypiek odbywa się na tłuszczu baranim lub maśle. Przed zaserwowaniem łączy się placki po dwa (lub składa na pół), a czasami polewa miodem.
Dżajma jest m.in. potrawą obrzędową związaną z pamięcią o zmarłym.